# Stazione di Maestra Justa Freire-Polideportivo Aluche
La stazione di Maestra Justa Freire-Polideportivo Aluche, in precedenza nota con il nome di Fanjul, è una fermata ferroviaria  di Madrid, sulla linea Móstoles-El Soto - Parla.
Forma parte della linea C5 delle Cercanías di Madrid.
Si trova sotto avenida del General Fanjul, nel quartiere Las Águilas del distretto Latina di Madrid.

## Storia
La stazione è stata inaugurata nel 1976 in occasione dell'inaugurazione della linea che collegava Aluche e Móstoles.
Il 17 marzo 2023 il Ministero dei trasporti ha decretato il cambio del nome della stazione, in onore alla maestra Justa Freire e del centro sportivo che si trova nei pressi della stazione.